# О’Брайен, Колин
Колин О’Брайен (англ. Colin O'Brien; род. 16 января 2008, Те-Вудлендс, Техас) — американский актёр. Популярность получил благодаря роли главного героя в телесериале Apple TV+ «Милый Эдвард». Его исполнение роли Эдварда принесло ему номинацию на премию «Молодой актёр» в номинации «Лучшее выступление в стриминговом сериале: Ведущий молодой актёр».

## Карьера
Колин О’Брайен начал выступать в возрасте пяти лет в музыкальном театре. В 2021 году он получил свою первую роль в крупной постановке «Материнский корабль» с Хэлли Берри в главной роли. Карьера начала набирать обороты, когда его утвердили на роль молодого Тимоти Шаламе в «Вонке», где он играл Вилли Вонку в детстве, вместе с Салли Хокинс в роли миссис Вонка. Следующей большой ролью О’Брайена стала игра с Дональдом Сазерлендом в «Телефоне мистера Харригана», где О'Брайен сыграл более молодую версию персонажа Крейга Пула (Джейден Мартелл).
Затем О’Брайен получил свою первую главную роль, сыграв Эдварда Адлера в сериале Apple TV+ «Милый Эдвард», где также снимались Конни Бриттон и Тейлор Шиллинг. Создатель сериала, сценарист и исполнительный продюсер Джейсон Катимс сказал об Затем О’Брайене: «Найти Колина было просто ключом ко всему... Это было похоже на то, как я работал с... Клэр Дэйнс...потому что она с самого раннего возраста была такой зрелой актрисой. Я чувствовал то же самое с Колином».
О’Брайен начал свою работу на сетевом телевидении, сыграв Мэтью Кея, сына Дикона Кея (которого играет Джей Харрингтон), в сериале 2017 года «Спецназ города ангелов». Он также снялся в качестве приглашенной звезды в двух эпизодах «Анатомии страсти» в роли Грейсона Фридмана. Его последняя роль — это совместная работа с Тео Джеймсом в фильме 2025 года «Обезьяна», сценаристом и режиссером которого выступил Осгуд Перкинс, в роли сына персонажа Джеймса, Хэла Шелберна, Пити Шелберна.

### Восприятие критиков
Игра О’Брайена в «Милом Эдварде» принесла ему многочисленные похвалы от критиков и номинацию на премию «Молодой актёр» в категории «Лучшее выступление в стриминговом сериале: Ведущий молодой актёр».
Журнал Time описал О’Брайена как «яркого новичка». Ричард Роупер заявил: «Молодому Колину О’Брайену поручено проделать тяжелую работу в роли Эдварда, и он отлично справляется». The Hollywood Reporter заявил: «О’Брайен полностью предан скорби Эдварда... заставляя его вспышки или даже проблески эмоций сиять». Журнал Variety отметил: «О’Брайен хорошо передает человечность персонажа, его замешательство, его вину и желание на мгновение отдохнуть от боли». RogerEbert.com добавил свою похвалу: «Раненая, замкнутая игра О’Брайена предлагает наиболее полное, многогранное путешествие среди разросшегося коллектива, который его окружает». The Boston Globe заявил: «[Как] Эдвард, молодой Колин О’Брайен легко вызывает сочувствие, никогда не пытаясь вызвать наше сострадание или жалость. Он естественный».

## Фильмография
| Год  |   | Русское название          | Оригинальное название | Роль             |
| ---- | - | ------------------------- | --------------------- | ---------------- |
| 2021 | ф | Материнский корабль       | The Mothership        | Мартин           |
| 2022 | ф | Телефон мистера Харригана | Mr. Harrigan's Phone  | юный Крейг Пул   |
| 2023 | с | Милый Эдвард              | Dear Edward           | Эдвард Адлер     |
| 2023 | с | Анатомия страсти          | Grey's Anatomy        | Грейсон Фридман  |
| 2023 | с | Спецназ города ангелов    | S.W.A.T.              | Мэттью Кей       |
| 2023 | ф | Вонка                     | Wonka                 | юный Вилли Вонка |
| 2025 | ф | Обезьяна                  | The Monkey            | Пити Шелберн     |